# Martti, Horsma och Ahosaari
Martti, Horsma och Ahosaari är sammanvuxna öar i Finland. Den ligger i sjön Syväri och i kommunen Kuopio i den ekonomiska regionen  Kuopio ekonomiska region  och landskapet Norra Savolax, i den centrala delen av landet, 400 km nordost om huvudstaden Helsingfors. Öns area är 0,97 kvadratkilometer och dess största längd är 1,9 kilometer i nord-sydlig riktning.